# Cap de les Canals
El Cap de les Canals és una serra situada al municipi de Collbató a la comarca del Baix Llobregat, amb una elevació màxima de 635 metres.